# Neftenbach
Neftenbach é uma comuna da Suíça, no Cantão Zurique, com cerca de 4.579 habitantes. Estende-se por uma área de 14,95 km², de densidade populacional de 306 hab/km². Confina com as seguintes comunas: Buch am Irchel, Dättlikon, Dorf, Henggart, Hettlingen, Humlikon, Pfungen, Winterthur.
A língua oficial nesta comuna é o Alemão.